# Пенгдушан култура
Пенгдушан култура је неолитска култура која се развила у Кини у области око реке Јангце у периоду између 7.500 и 6.100 година п. н. е. Локалитети ове културе су епонимни локалитет културе, Пенгдушан, откривен 1988. године и Башиданг. Пенгдушан се сматра најстаријим насељеним местом које је до сада откривено у Кини. На локалитету су октривени налази шнур керамике. На граници са Пенгдушан развила се Пејлиган култура.